# باتراليكا بول
باتراليكا ميشرا بول (ولدت في 20 فبراير 1990 في شيلونج، ميغالايا) ممثلة سينمائية هندية. ظهرت لأول مرة في التمثيل مع أضواء المدينة بجانب الممثل راجكومار راو، والتي فازت عنها بجائزة الشاشة لأفضل الوافدة الجديدة واعدة.

## نشأتها
ولدت باتراليكا في شيلونغ، ميغالايا، في أسرة بنغالية، لأب محاسب قانوني وأم ربة منزل بابري بول. ذكرت في مقابلة لها أن جدتها كانت شاعرة. لديها شقيقان، ذهبت إلى مدرسة وادي آسام وهي مدرسة داخلية، ثم تخرجت من مدرسة بيشوب كوتون للبنات ، بنغالور. أراد والدها أن تتبع خطاه لكنها كانت مهتمة بالتمثيل. أثناء دراستها في كلية التجارة والاقتصاد في إتش آر ، قامت ببعض الإعلانات التجارية لبلاك بيري ، وتاتا دوكومو ، قبل أن تحصل على أول ادورها في الأفلام.

## وصلات خارجية
- باتراليكا بول على موقع IMDb (الإنجليزية)